# Ontem, Hoje e Sempre
Ontem, Hoje e Sempre é uma telenovela brasileira produzida pela extinta TV Excelsior e exibida de 29 de março a 30 de abril de 1965 no horário das 21 horas, totalizando 29 capítulos. Baseada no original mexicano de Fernando Baiela e dirigida por Mauro Mendonça.

## Elenco
| Ator/Atriz             | Personagem |
| ---------------------- | ---------- |
| Lolita Rodrigues       | Laura      |
| Wanda Marchetti        | Irene      |
| Rui Luiz               | Fernando   |
| Elaine Cristina        | Mônica     |
| Geraldo Louzano        | Rubens     |
| Maria Aparecida Báxter | Marta      |
| Wilma Lopes            | Luzia      |
| Marina Mônaco          | Cristina   |
| Turíbio Ruiz           |            |
| Mário Guimarães        |            |
| Humberto Militello     |            |